# レッツ!
『レッツ!』は、日本テレビ系列23局で2001年4月2日から2002年3月29日まで1年間に渡り生放送された朝のワイドショー・情報番組である。

## 番組概要
22年間続いた『ルックルックこんにちは』の後継番組としてスタートした。放送開始半年後の2001年10月頃から、少しずつ上昇し7%前後の視聴率を確保し、番組終了月の2002年3月には初めて視聴率が10%を超えて、常時時間帯視聴率2位になり、日によっては1位を獲るまでになったが、既に終了が決まり後継番組『ザ!情報ツウ』の概要も公表された後だった。
司会は向井亜紀と鈴木健が務め、日替わりのコメンテーターとして関口照生や地井武男、鈴木史朗等が出演していた。
番組開始前の製作発表では、向井が当時子宮癌と診断され全子宮を摘出する手術をし、1度TBS系列『ジャスト』やABC制作・テレビ朝日系列他『朝だ!生です旅サラダ』にゲストとして出演したものの、再び体調を崩し休業→製作発表の場が復帰と重なったため、テレビ番組の制作発表記者会見では日本テレビ以外の民放在京キー局の関係者も出席するという異例の事態となった。
しかし番組自体は1年で終了、その理由として一部週刊誌で向井がどうしても子供が欲しいため、夫である高田延彦と協力してアメリカで代理母出産するのではないかとの憶測があった。
本番組の開始に伴い、スポンサー表示が『ズームイン!!朝!』→『ズームイン!!SUPER』や『ニュースプラス1』、『NNNニュースダッシュ』（関東地区のみ）などと同じもの（背景色と企業ロゴのカラー表示に変更されるが、提供読みは従来通り）になる。これは後を受けた『ザ!情報ツウ』→『スッキリ!!』→『スッキリ』と同様になった他、2020年10月からは当該枠だけでなく『情報ライブ ミヤネ屋』の関東ローカルセールス枠やプロ野球中継等に拡大されている。
2001年12月31日には、8:30 - 11:25の拡大版で放送した。

## 出演者
司会
- 向井亜紀
- 鈴木健（日本テレビアナウンサー）

コメンテーター
- 関口照生
- 地井武男
- 鈴木史朗

他
レポーター
- 阿部祐二

他

## スタッフ
- 総合演出：渥美光三
- 構成
  - （月曜日）：今上正義、赤木俊介、小畑良浩、尾首大樹／川上伸一
  - （水曜日）：水谷和彦、藤堂平助、高橋亜子、坂本久美／川上伸一、上原銀河
  - （木曜日）：瀬良上木、橋本敦司、高田勝博、吉田典正／川上伸一
  - （金曜日）：上原銀河、折戸泰二郎、原渕勝仁、望月潤一郎／川上伸一、山上志津江
- TM：伊東聡
- TD：松村興、原泰造、板東秀明、村上正、古川誠一、小林宏義、鈴木詳司
- SW：村上新郷、宮崎和久、武藤慶一
- カメラ：泉博司、落合弘祐、安藤康一、吉田健治、田口勝夫、宮崎和久、田代義昭
- 音声：中村一男、山口直樹、白水英国、中山貴晴
- 照明：共立
- 調整：佐藤満、菅谷典彦、矢田部昭、笈川太、八木一夫
- 音効：塩谷吉絵、竹中絵美
- 作曲：福岡ユタカ
- アートプロデューサー：高野豊
- デザイン：栗原純二
- TK：林たか子、石島加奈子、矢島由紀子
- ECG：辻根昌枝、石黒好美、鈴木朋子、船木妥子
- ナレーター：さとう一声、小野田英一、柳沢三千代
- ブレーン：山田美保子（2001年9月頃〜）
- 企画コーナー：池田あき、羽佛宏文（メディアネーション）、森口みち子、細川芳彦（オン・エアー）、北川邦夫（SLOW LAND）、井上啓子・小川原康容子（CR-NEXUS）（2001年9月頃〜）
- 制作協力：日本テレビエンタープライズ
- 美術協力：日本テレビアート
- ディレクター：三角園文明、布瀬和夫／中島幸一、川上克己、関根奏、箙英明、三上絵里子、浅山高史、松井恵美、松井敏也、小野祐司、倉田圭子、畠山直人、鷲見太郎、平井聡一、瀬霜猛夫、深谷幸弘、青木良英、隂山昇生、中野伸郎、小野隆史、西川大助、岡田五知信、河原克己、小磯雅樹、石塚哲郎、福家育代、久保信明
- 芸能デスク：戸倉一洋、河村佳司、小川和宏、妹尾和夫（共に週1）
- デスク：渡辺絵美
- コーナー演出：たなべかつひろ（2001年9月頃〜）
- ラインプロデューサー：上野有子、平島泰憲、高橋勝美（上野・高橋→複数曜日、平島→週1プロデューサー兼務）
- プロデューサー：神蔵克、湯元敏浩（共に平日）、伊藤彰（伊藤→以前はディレクター）、戸倉一洋（戸倉→芸能デスク兼務）（共に週1）
- チーフプロデューサー：林隆一郎
- 製作著作：日本テレビ

### 過去のスタッフ
- TM：鈴木康介
- ナレーター：酒井美紀、石川英郎（共に月曜日）
- 企画協力：CAMEYO、オン・エアー（共に月曜日）、デジタル・フロンティア（水曜日・金曜日）、メディアネーション（水曜日）、コスモ・スペース（金曜日）、CR-NEXUS（月曜日・水曜日・金曜日）
- デスク：相澤英里
- ディレクター：小林英丘、三上済／中谷聡、本橋和彦、深井紀行、蒲谷典久、萩生田康男、望月利晋、水嶋洋二郎、堀江悟、大作一友、渡辺俊之、菊地茂広、石井伸吾、鍵慎一、箙英明、冨永倫子、矢野健二

## ネット局
| 放送対象地域   | 放送局                    | 系列           | 備考   |
| -------------- | ------------------------- | -------------- | ------ |
| 関東広域圏     | 日本テレビ（NTV）         | 日本テレビ系列 | 制作局 |
| 北海道         | 札幌テレビ（STV）         | 日本テレビ系列 |        |
| 青森県         | 青森放送（RAB）           | 日本テレビ系列 |        |
| 岩手県         | テレビ岩手（TVI）         | 日本テレビ系列 |        |
| 宮城県         | ミヤギテレビ（MMT）       | 日本テレビ系列 |        |
| 秋田県         | 秋田放送（ABS）           | 日本テレビ系列 |        |
| 山形県         | 山形放送（YBC）           | 日本テレビ系列 |        |
| 福島県         | 福島中央テレビ（FCT）     | 日本テレビ系列 |        |
| 新潟県         | テレビ新潟（TeNY）        | 日本テレビ系列 |        |
| 長野県         | テレビ信州（TSB）         | 日本テレビ系列 |        |
| 静岡県         | 静岡第一テレビ（SDT）     | 日本テレビ系列 |        |
| 石川県         | テレビ金沢（KTK）         | 日本テレビ系列 |        |
| 中京広域圏     | 中京テレビ（CTV）         | 日本テレビ系列 |        |
| 近畿広域圏     | 読売テレビ（ytv）         | 日本テレビ系列 |        |
| 鳥取県・島根県 | 日本海テレビ（NKT）       | 日本テレビ系列 |        |
| 広島県         | 広島テレビ（HTV）         | 日本テレビ系列 |        |
| 山口県         | 山口放送（KRY）           | 日本テレビ系列 |        |
| 香川県・岡山県 | 西日本放送（RNC）         | 日本テレビ系列 |        |
| 愛媛県         | 南海放送（RNB）           | 日本テレビ系列 |        |
| 福岡県         | 福岡放送（FBS）           | 日本テレビ系列 |        |
| 長崎県         | 長崎国際テレビ（NIB）     | 日本テレビ系列 |        |
| 熊本県         | くまもと県民テレビ（KKT） | 日本テレビ系列 |        |
| 鹿児島県       | 鹿児島読売テレビ（KYT）   | 日本テレビ系列 |        |

※ネット局は1995年4月以降の『ルックルックこんにちは』から引き継ぎ、NNS23局ネット（本番組のネット局は『ザ!情報ツウ』と2011年3月までの『スッキリ!!』も同様）。